# Gustl Busch
Gustl Busch (8 de diciembre de 1900 - 17 de febrero de 1969) fue una actriz alemana.

## Biografía
También conocida como Gustel Busch, nació en Hamburgo, Alemania. Trabajó en el Deutsches Schauspielhaus de Hamburgo, y tras la Segunda Guerra Mundial actuó en el cine y en la radio, siendo uno de sus papeles el de Elbe en la adaptación radiofónica de la obra de Wolfgang Borchert Draußen vor der Tür, emitida en 1947 por Nordwestdeutscher Rundfunk. Otra emisión en la que participó fue Du kannst mir viel erzählen (1949), en la cual actuaban Heinz Rühmann y Elfriede Kuzmany.
Gustl Busch fue la primera esposa del actor Gustav Knuth. Fruto del matrimonio nació en 1935 Klaus Knuth, fallecido en 2012.
Gustl Busch falleció en Hamburgo, en el año 1969.

## Filmografía (selección)
- 1949 : Schicksal aus zweiter Hand, de Wolfgang Staudte
- 1949 : Kätchen für alles, de Ákos von Ráthonyi
- 1949: Gefährliche Gäste, de Géza von Cziffra
- 1949/1950 : Dieser Mann gehört mir, de Paul Verhoeven
- 1949/1950 : Absender unbekannt, de Ákos von Ráthonyi
- 1950 : Taxi-Kitty
- 1950 : Nur eine Nacht, de Fritz Kirchhoff
- 1950 : Der Schatten des Herrn Monitor, de Eugen York
- 1952 : Toxi, de Robert Adolf Stemmle
- 1954/1955 : Des Teufels General, de Helmut Käutner
- 1955 : Der Mann meines Lebens, de Erich Engel
- 1958 : Stahlnetz (serie TV), episodio Mordfall Oberhausen, de Jürgen Roland
- 1959 : Der Rest ist Schweigen, de Helmut Käutner
- 1960 : Faust, de Peter Gorski